# Бирмингемска банда
Бирмингемска банда (енгл. Peaky Blinders) британска је  телевизијска серија коју је створио Стивен Најт. Радња серије је смештена у Бирмингему и прати подвиге криминалне банде, непосредно после Првог светског рата. Темељи се на истинитој причи о омладинској банди која је била активна у Бирмингему између 1890-их и 1910-их. Глумачку поставу предводи Килијан Марфи у улози Томија Шелбија.
Премијеру серије је 12. септембра 2013. емитовао BBC Two у Уједињеном Краљевству. Netflix је стекао права приказивања серије у остатку света. Последња епизода је емитована 3. априла 2022. У септембру 2024. почело је снимање дугометражног филма, који се одвија неколико година после радње из серије.

## Радња
Радња се усредсређује на породицу Шелби, чији су чланови припадници Бирмингемске банде која зарађује новац клађењем, рекетирањем и пљачкама. Банду води Томи Шелби (Килијан Марфи) чије ће вођство бити тестирано када из Белфаста дође инспектор Кембел (Сем Нил) са задатком да очисти град од банди и пронађе украдено оружје послато за Либију.

## Улоге
| Улога                  | Глумац            | Сезона          | Сезона          | Сезона          | Сезона          | Сезона          | Сезона          |
| Улога                  | Глумац            | 1.              | 2.              | 3.              | 4.              | 5.              | 6.              |
| ---------------------- | ----------------- | --------------- | --------------- | --------------- | --------------- | --------------- | --------------- |
| Томас „Томи” Шелби     | Килијан Марфи     | Главна          | Главна          | Главна          | Главна          | Главна          | Главна          |
| Честер Кембел          | Сем Нил           | Главна          | Главна          | Не појављује се | Не појављује се | Не појављује се | Не појављује се |
| Елизабет „Поли” Греј   | Хелен Макрори     | Главна          | Главна          | Главна          | Главна          | Главна          | Не појављује се |
| Артур Шелби Млађи      | Пол Андерсон      | Главна          | Главна          | Главна          | Главна          | Главна          | Главна          |
| Грејс Шелби            | Анабела Волис     | Главна          | Главна          | Главна          | Не појављује се | Главна          | Не појављује се |
| Фреди Торн             | Идо Голдберг      | Главна          | Не појављује се | Не појављује се | Не појављује се | Не појављује се | Не појављује се |
| Ејда Торн              | Софи Рандл        | Главна          | Главна          | Главна          | Главна          | Главна          | Главна          |
| Џон „Џони” Шелби       | Џо Кол            | Главна          | Главна          | Главна          | Главна          | Не појављује се | Не појављује се |
| Черли Стронг           | Нед Денехи        | Главна          | Главна          | Главна          | Главна          | Главна          | Главна          |
| Џеремаја „Џими” Џизус  | Бенџамин Софонија | Главна          | Главна          | Главна          | Главна          | Главна          | Главна          |
| Робертс                | Дејвид Досон      | Главна          | Не појављује се | Не појављује се | Не појављује се | Не појављује се | Не појављује се |
| Винстон Черчил         | Енди Најман       | Главна          | Не појављује се | Не појављује се | Не појављује се | Не појављује се | Не појављује се |
| Винстон Черчил         | Ричард Макејб     | Не појављује се | Споредна        | Не појављује се | Не појављује се | Не појављује се | Не појављује се |
| Винстон Черчил         | Нил Маскел        | Не појављује се | Не појављује се | Не појављује се | Не појављује се | Главна          | Главна          |
| Били Кимбер            | Чарли Крид Мајлс  | Главна          | Не појављује се | Не појављује се | Не појављује се | Не појављује се | Не појављује се |
| Артур Шелби Старији    | Томи Фланаган     | Главна          | Не појављује се | Не појављује се | Не појављује се | Не појављује се | Не појављује се |
| Дарби Сабини           | Ноа Тејлор        | Не појављује се | Главна          | Не појављује се | Не појављује се | Не појављује се | Не појављује се |
| Алфред „Алфи” Соломонс | Том Харди         | Не појављује се | Главна          | Главна          | Главна          | Главна          | Главна          |
| Меј Фиц Карлтон        | Шарлот Рајли      | Не појављује се | Главна          | Не појављује се | Главна          | Не појављује се | Не појављује се |
| Мајкл Греј             | Фин Кол           | Не појављује се | Главна          | Главна          | Главна          | Главна          | Главна          |
| Лизи Шелби             | Наташа О’Киф      | Гостујућа       | Главна          | Главна          | Главна          | Главна          | Главна          |
| Есме Шелби Ли          | Ејми-Фион Едвардс | Споредна        | Споредна        | Главна          | Главна          | Не појављује се | Главна          |
| Татјана Петровна       | Гајте Јансен      | Не појављује се | Не појављује се | Главна          | Не појављује се | Не појављује се | Не појављује се |
| Рубен Оливер           | Александер Сидиг  | Не појављује се | Не појављује се | Главна          | Не појављује се | Не појављује се | Не појављује се |
| Џони Догс              | Пеки Ли           | Споредна        | Главна          | Главна          | Главна          | Главна          | Главна          |
| Леон Романов           | Јан Бејвут        | Не појављује се | Не појављује се | Главна          | Не појављује се | Не појављује се | Не појављује се |
| Изабела Петровна       | Дина Корзун       | Не појављује се | Не појављује се | Главна          | Не појављује се | Не појављује се | Не појављује се |
| Џон Хјуз               | Педи Консидајн    | Не појављује се | Не појављује се | Главна          | Не појављује се | Не појављује се | Не појављује се |
| Линда Шелби            | Кејт Филипс       | Не појављује се | Не појављује се | Споредна        | Главна          | Главна          | Не појављује се |
| Џеси Иден              | Чарли Марфи       | Не појављује се | Не појављује се | Не појављује се | Главна          | Главна          | Не појављује се |
| Лука Чангрета          | Ејдријен Броди    | Не појављује се | Не појављује се | Не појављује се | Главна          | Не појављује се | Не појављује се |
| Карли                  | Ијан Пек          | Споредна        | Споредна        | Споредна        | Главна          | Главна          | Главна          |
| Бони Голд              | Џек Роуан         | Не појављује се | Не појављује се | Не појављује се | Главна          | Главна          | Не појављује се |
| Аберама Голд           | Ејдан Гилен       | Не појављује се | Не појављује се | Не појављује се | Главна          | Главна          | Не појављује се |
| Џина Греј              | Анја Тејлор Џој   | Не појављује се | Не појављује се | Не појављује се | Не појављује се | Главна          | Главна          |
| Бен Јангер             | Кингсли Бен Адир  | Не појављује се | Не појављује се | Не појављује се | Споредна        | Главна          | Не појављује се |
| Озвалд Мозли           | Сем Клафлин       | Не појављује се | Не појављује се | Не појављује се | Не појављује се | Главна          | Главна          |
| Џими Макаверн          | Брајан Глисон     | Не појављује се | Не појављује се | Не појављује се | Не појављује се | Главна          | Не појављује се |
| Опатица                | Кејт Дики         | Не појављује се | Не појављује се | Не појављује се | Не појављује се | Главна          | Не појављује се |
| Брилијант Чанг         | Ендру Коџи        | Не појављује се | Не појављује се | Не појављује се | Не појављује се | Главна          | Не појављује се |
| Барни Томасон          | Козмо Џарвис      | Не појављује се | Не појављује се | Не појављује се | Не појављује се | Главна          | Не појављује се |
| Фин Шелби              | Алфи Еванс Месе   | Споредна        | Не појављује се | Не појављује се | Не појављује се | Не појављује се | Не појављује се |
| Фин Шелби              | Хари Киртон       | Не појављује се | Споредна        | Споредна        | Споредна        | Споредна        | Главна          |
| Лора Маки              | Шарлин Макена     | Не појављује се | Не појављује се | Не појављује се | Не појављује се | Гостујућа       | Главна          |
| Франсес                | Полин Тарнер      | Не појављује се | Не појављује се | Не појављује се | Споредна        | Споредна        | Главна          |
| Дајана Митфорд         | Амбер Андерсон    | Не појављује се | Не појављује се | Не појављује се | Не појављује се | Не појављује се | Главна          |
| Џек Нелсон             | Џејмс Фрешвил     | Не појављује се | Не појављује се | Не појављује се | Не појављује се | Не појављује се | Главна          |
| Хејден Стаг            | Стивен Грејам     | Не појављује се | Не појављује се | Не појављује се | Не појављује се | Не појављује се | Главна          |
| Еразмус „Дјук” Шелби   | Конрад Кан        | Не појављује се | Не појављује се | Не појављује се | Не појављује се | Не појављује се | Главна          |
| Ајзеја Џизус           | Џордан Болгер     | Не појављује се | Споредна        | Споредна        | Споредна        | Не појављује се | Не појављује се |
| Ајзеја Џизус           | Дарил Макормак    | Не појављује се | Не појављује се | Не појављује се | Не појављује се | Споредна        | Главна          |
| Били Грејд             | Емет Џеј Сканлан  | Не појављује се | Не појављује се | Не појављује се | Не појављује се | Споредна        | Главна          |

## Епизоде
| Сезона | Сезона | Епизоде | Епизоде | Оригинално емитовање | Оригинално емитовање | Оригинално емитовање |
| Сезона | Сезона | Епизоде | Епизоде | Премијера            | Финале               | Мрежа                |
| ------ | ------ | ------- | ------- | -------------------- | -------------------- | -------------------- |
|        | 1.     | 6       | 6       | 12. септембар 2013.  | 17. октобар 2013.    |                      |
|        | 2.     | 6       | 6       | 2. октобар 2014.     | 6. новембар 2014.    |                      |
|        | 3.     | 6       | 6       | 5. мај 2016.         | 9. јун 2016.         |                      |
|        | 4.     | 6       | 6       | 15. новембар 2017.   | 20. децембар 2017.   |                      |
|        | 5.     | 6       | 6       | 25. август 2019.     | 22. септембар 2019.  |                      |
|        | 6.     | 6       | 6       | 27. фебруар 2022.    | 3. април 2022.       |                      |

## Продукција

### Прва сезона
Серија је направљена од стране Стивена Најта, режирана од стране Ото Батурста, а продуцент је Кејти Свиден. Писци су Стивен Најт, Дејвид Леланд, Стефан Русел и Тоби Финлеј.
Серија је снимана у Бирмингему, Бредфорду, Дадлију, Лидсу, Ливерпулу и Порт Санлајту. Сцена са шинама су снимане између Китлија и Дејмемса, користећи вагоне из Ингров Музеја за шински саобраћај (који је у власништву Винтиџ Кериџес Труст организације) као и вагоне у власништву Ленсшајр и Јоркшајр Рејлвеј Траст компанија. Многе сцене су снимане испред Блек кантри ливинг Музеја.
Сем Нил се у току снимања обратио за помоћ Ирским глумцима Џејмсу Незбиту и Лијаму Нисону како би усавршио Северно Ирски акценат за улогу инспектора Кембла. На крају је морао да смањи акценат пошто је серија рекламирана у Америци.
Продукција није хтела да ангажује лингвисту за потребе серије, што је довело до тога да су Роми често говорили румунски уместо ромски.

### Друга сезона
Друга сезона је наручена убрзо након краја емитовања прве и емитована је на јесен 2014. године. Дана 11. јануара 2014. године одржана је аудиција у центру Бирмингема (близу места дешавања серије) за мушке тинејџере беле и мешане расе, због које су се појавиле велике гужве у граду.

### Трећа сезона
Убрзо након емитовања последње епизоде друге сезоне објављено је на званичном Твитер налогу серије да је серија добила трећу сезону. 5. октобра 2015. године, на истом Твитер налогу објављен је почетак снимања треће сезоне. Снимање се завршило 22. јануара 2016. године, после 78 дана снимања.

### Четврта и пета сезона
Током емитовања треће сезоне, Би-Би-Си је продужио серију за четврту и пету сезону. Обе сезоне ће имати по шест епизода. Снимање четврте сезоне је почело у марту 2017. године и премијерно је приказана 15. новембра 2017. године на Би-Би-Си ту. Аутор и писац Стивен Најт аутор је четврте сезоне и написаће сваку епизоду пете сезоне. Килијан Мерфи је такође потврдио његово појављивање у обе сезоне; остатак главних ликова би требало да се појави такође, објављено је и да се Шарлот Рајли враћа као Меј Карлтон. Ејдријен Броди и Ејдан Гилен глуме нове ликове који се појављују. Дана 13. октобра 2017. године потврђено је да серија неће садржати Вејнстин компанију као и њен лого у одјавној шпици четврте сезоне и надаље, иако је компаније била првобитно укључена у дистрибуцију серије на Америчком тржишту.
Дана 22. августа 2018. године Би-Би-Си је потврдио емитовање пете сезоне на Би-Би-Си ван.

## Пријем
Серија се сусретала са многим критичарима, добивши велике похвале у области писања, глуме, и свеукупног стила серије. Новинар Дејвид Реншов листа Гардијан описао је серију као „Брзу причу о криминалцима у Бирмингему после Првог светског рата”, хвалећи Марфија као „хладнокрвног Томија Шелбија” и остатак екипе за „добар учинак.” Сара Комптон новинар Телеграфа оценила је серију са 4 од 5, хвалећи оригиналност серије. Алекс Флечер новинар Диџитал Спаја каже „Бирмингемска банда је почела оштро”, док Ден новинар Гика каже за серију „интелигентна, модерна и заносна Би-Би-Си јева драма”.
Серија је прослављена по модерној кинематографији и харизматичном учинку, као и због представљања дела Енглеске који се не приказује често на телевизији. Историчари су подељени око тога да ли довођење ликова и догађаја из друге деценије у причу из 1920-их поткопава тврдње о историјској тачности, или је живот радничке класе у том периоду ипак приказан на истинит резонантан начин. Утисци друге сезоне су наставили да буду позитивни, новинар Елен Џоунс листа Индепенденд коментарише „Бирмингемска банда сада може да се расипа да употпуне одличан посао Килијана Марфија, Хелен Меклрој и Сем Нила”, мислећи на појачање и другој сезони Тома Хардија и Ноа Тејлора.
Критичари су такође поредили серију са Америчком серијом Бордвок Емпајер, која дели сличне теме и историјске догађаје. Писац серије Стивен Најт изјавио је на интервју: „Да ли знате – ово не говорим тек тако – али ја их никад нисам гледао. Никад нисам гледао Вајер. Никад нисам гледао Бордвок Емпајер.” Када су га питали да ли је намерно избегавао ове драме, он је одговорио: „У неку руку јесте, не гледам туђе радове јер утичу на моје.”

## Емитовање
Дана 24. септембра 2014. године године компанија Нетфликс је остварила ексклузивна права дистрибуције на Америчком тржишту од стране Вејнстин компаније. Дана 30. септембар 2014. године цела прва сезона је постала доступна за емитовање путем интернета; 2. објављена је у новембру 2014. године. 3. сезона је постала доступна 21. маја 2016. године. Због ограничења у лицеци већина оригиналних песама из серије није доступна у Нетфликсовим верзијама серије. У 2018. години објавњено је да ће серија прећи са Би-Би-Си ту на Би-Би-Си ван.

## Културни утицај
Крајем 2017. године, због велике популарности серије, компаније Седлерс Брувинг из Блек Каучрија објавила је мноштво Бирмингемска банда производа, укључујући пиво, ракију, виски, џин и рум, као и карактеристичне капе из серије.
У јануару 2019. године, Бирмингемска банда у сарадњи са брендом мушке одеће Кент и Крвен, који је делом у власништву Дејвида Бекама, објавио нову колекцију. Дејвид Бекам, бивши амбасадор Британског Модног Већа је рекао да је велики обожавалац серијала и напоменуо да је његов бренд увек обраћао пажњу на изглед и пратио аутентичност.